# Роберт Менасе
Роберт Менасе (рођен 21. јуна 1954) је аустријски писац.

## Биографија
Менасе је рођен у Бечу. Студирао је германистику, филозофију и политикологију у Бечу, Салзбургу и Месини. 1980. године је докторирао са тезом "Der Typus des Außenseiters im Literaturbetrieb. Am Beispiel Hermann Schurrer"  
Између 1981. и 1988. Менасе је радио као млађи предавач на Институту за теорију књижевности на Универзитету Сао Пауло, Бразил. Од тада ради као слободни публициста, колумниста и преводилац романа са португалског на немачки. 
Његова прва новела Sinnliche Gewissheit, објављена 1988, је полу-аутобиографска прича о Аустријанцима који живе у егзилу у Бразилу. Магазин Literatur und Kritik објавио је Менасеову прву песму ("Kopfwehmut") 1989. године. Његове касније новеле су биле Selige Zeiten, brüchige Welt (1991), Schubumkehr (1995) и Die Vertreibung aus der Hölle (2001).
Менасеов језик понекад је разигран а понекад суптилно саркастичан. Теме које се понављају у његовим романима су усамљеност и отуђеност унутар људских односа и као резултат животних околности његових ликова. Менасе у свом раду често критикује оно што он види као латентни облик антисемитизма који је и данас распрострањен у немачком свету. 
Менасе је написао и неке есеје о Аустрији (посебно о аустријском идентитету и историји; "Land ohne Eigenschaften" ("Земља без својстава")(1992). Недавно је писао о будућности Европе и Европске уније, критикујући тенденције ренационализације (нарочито у Немачкој, али и другде) и покрете анти-европске интеграције, што тумачи као реакцију на финансијску кризу 2007– 2008. и њене последице (криза евра) („Der europäische Landbote“, 2012). 
Откако се из Бразила вратио у Европу, Менасе је живео углавном у градовима Берлин, Беч и Амстердам. Тренутно живи у Бечу и ожењен је.  Менасе је од 2011. године управник резиденцијалног програма писаца у Шри Ланки.
Његове књиге преведене су на преко двадесет језика, између осталог и на: арапски, баскијски, бугарски, кинески, хрватски, чешки, дански, енглески, фламански, француски, грчки, хинди, италијански, холандски, норвешки, пољски, португалски, руски, српски, словеначки, шпански и шведски. 
Данас, Менасе живи наизменично у Бечу, у областиВалдвиртел (централна Баварска) у Доњој Аустрији, и у Бриселу. Син је фудбалера Ханса Менасеа и брат новинарке и списатељице Еве Менасе. 

## Новеле
Прва кратка прича Роберта Менасеа Nägelbeißen објављена је у часопису Neue Wege 1973. године. Од 1975. до 1980. радио је на свом недовршеном и необјављеном роману Kopfwehmut; то је социјални роман смештен у Беч 1970-их. Његов први објављени роман, Sinnliche Gewißheit појавио се 1988. као први део трилогије започете у Бразилу Trilogie der Entgeisterung која укључује и роман из 1991. године, Selige Zeiten, brüchige Welt, ("Златна времена, напукли свет") која је истовремено криминалистичка прича, филозофски роман и сага о јеврејској породици, и на крају роман из 1995. Schubumkehr, као и постскрипт Phänomenologie der Entgeisterung. 
У роману Schubumkehr, у позадини приватног живота учитеља књижевности Романа, који је већ представљен у Selige Zeiten, brüchige Welt, Менасе описује пад Гвоздене завесе 1989. године и распад устаљеног поретка у малом аустријском селу. Овај роман, који није само уметничка обрада духа тог доба, добио је награду  Grimmelshausen 1999. године. Као што већ сугерира наслов романа Schubumkehr и у Trilogie der Entgeisterung Менасе окреће Хегелову Феноменологију духа наопако. За разлику од Хегела, који претпоставља развој људске свести према свеобухватном духу, Менасе постулира регресивни развој, чија ће коначна фаза бити „чулна сигурност“, према Хегелу најнаивнији облик свести.
У свом роману Die Vertreibung aus der Hölle Менасе доводи у сумњу објективност историје, заједно са личном историјом аутора и његовим јеврејским коренима. Као повратак његових ранијих истраживања о карактеру и стварној особи Менасех Бен Израелу за његов роман Die Vertreibung aus der Hölle која је преведена на десет језика, Менасе је формулисао хипотезу Абеларовог утицаја на Менасех Бен Израела и Спинозу, објављену између осталог у његовом есеју Просветљење као хармонична стратегија. 2007. године објавио је Don Juan de la Mancha, где говори о мање или више измишљеним догађајима из (љубавног) живота уредника новина Натана - мешавини безобразлука, нагона, пожуде и потраге за испуњењем љубави. Као лик, Натан се залаже за генерацију која је била социјализована 1970-их са захтевом за „сексуалном револуцијом“. 
2017. године Менасе је објавио свој аналитички роман Hauptstadt (Главни град), који је први роман о Бриселу описаном као главним градом Европске уније, и за који је добио Deutscher Buchpreis (Немачку књижевну награду. Прича је фокусирана на службенике из Одељења за културу, од којих се очекује да угланцају изглед ЕУ комисије на њен рођендан. Ово ће се остварити догађајем „Велики јубилејни пројекат“ са преживелим из концентрационог логора у Аушвицу. Животне приче ликова воде читаоца у шест земаља ЕУ. Режисер Том Кунел и драматург Ралф Фидлер прерадили су роман у позоришну верзију са двадесетак ликова које је одиграло седам глумаца, а која је премијерно изведена у јануару 2018. у Цириху.

## Есеји и списи из културне теорије
У свом политичком и новинарском раду Менасе се сматра „мислиоцем просветитељства старог стила“, чији су интелектуални претходници посебно Хегел и Маркs, али и Ђерђ Лукач, Ернст Блох и филозофи Франкфуртске школе. Уследили су есеји попут Die sozialpartnerschaftliche Ästhetik (1990.) и Das Land ohne Eigenschaften (1992, Земља без својстава), који је Менасеу донио славу као есејисте, али и изазвао критике због "рушења сопственог гнезда", затим збирке есеја Hysterien und andere historische Irrtümer (1996.) и Dummheit ist machbar (1999.), Erklär mir Österreich (2000.) и Das war Österreich (2005). Аутор се у тим текстовима критички-иронично бави политичком историјом, историјом менталитета и историјом књижевности друге Републике Аустрије, заузима став о тренутној ситуацији у културној политици у својој домовини и непрестано скреће пажњу на латентни континуитет аустрофашизма.
Од 2005. године, дакле од свог франкфуртског предавања о поезији, Die Zerstörung der Welt als Wille und Vorstellung, Менасе је све више посвећивао своје есеје темама око ЕУ и глобализације. У овом европском или светском контексту Менасе посебно критикује оно што он види као недостатак у демократским политикама и идеју да су ти недостаци структурно одређени, што, како тврди, прикрива изгледе могућих алтернатива. Притом се начелно не противи Европској унији, већ своју критику демократских недостатака темељи посебно на утицају и моћи појединих држава, а позитивно оцењује чисто европске институције, попут Комисије. У Der Europäische Landbote он приказује портрет малодушних наднационални органа и бирократије ЕУ у Бриселу и даље развија „хабсбуршки мит“ Клаудија Магриса у „европски мит“. Ово такође води ка другачијој и позитивнијој ретроспективи Хабсбуршке монархије. У вези с тим, Менасе такође говори у прилог специфичној визији и реализацији „Европске Републике“  формулисане заједно са политологом Улриком Гуерот на основу Европе региона  изван националних држава.

### Контраверза око лажних цитата
У децембру 2018. новине "Welt am Sonntag" откриле су да је Роберт Менасе измислио неколико цитата који су приписани Валтеру Халштајну (1901—1982), једном од очева оснивача ЕУ) како би подржао његов аргумент за превазилажење националних држава. Менасе је користио ове наводне цитате у многим својим чланцима, есејима и говорима од 2013. године, а други аутори су их преузели у парламентарним дебатама и публикацијама. Менасе се бранио тврдећи да ове реченице одражавају шта је Халштајн мислио и да Халштајн "не би имао ништа против" да Менасе на овај начин призива свој ауторитет. Међутим, историчар Хенрих Аугуст Винклер оспорио је Менасеово тумачење Халштајнових стварних изјава о том питању. 

## Награде, признања и стипендије
- 1987: Државна стипендија за књижевност аустријског Министарства образовања и књижевности
- 1989: Наградна за књижевност града Беча
- 1990: Награда Хеимито фон Додерер
- 1991: Државна стипендија за књижевност Аустријског министарства образовања и књижевности
- 1992: Ханс Ерих Носак охрабрујућа награда за прозу
- 1992: Награда Теодор Корнер
- 1992/1993: Елиас Канети - стипендија града Беча
- 1994: Берлинска резиденција у контексту стипендије ДААД (Deutscher Akademischer Austauschdienst)
- 1994: Marburger Literaturpreis
- 1994: Наградна за романе Аустријског министарства просвете и књижевности
- 1994: Награда Александер Сахер Масох
- 1996: Hugo-Ball-Preis[14] града Пирмазенса
- 1998:Österreichischer Staatspreis für Kulturpublizistik
- 1999: Grimmelhausen-Preis
- 1999: Резиденција писаца у Амстердаму
- 2002: Joseph Breitbach Preis
- 2002: Friedrich Holderin Preis
- 2002: Lion-Feuchtwanger Preis
- 2002: Marie Luise Kaschnitz Preis[15]
- 2003: Erich Fried Preis[16]
- 2006: Knight of the Ordre des Arts et Lettres
- 2007: Prix Amphi Универзитета у Лилу за роман Die Vertreibung aus der Hölle за најбољи не-француски роман
- 2010: Goldenes Wiener Verdienstzeichen[17]
- 2012: Österreichischer Kunstpreis für Literatur[18]    [ кружна референца ][ кружна референца ]
- 2013: Donauland-Sachbuchpreis за Der europäische Landbote, Die Wut der Bürger и der Friede Europas
- 2013: Heinrich Mann preis
- 2013: Das politische Buch, награда Friedrich Ebert Stiftung [19]    [ кружна референца ]
- 2014: Награда Макс[ кружна референца ] Фриш града Цириха[20]    [ кружна референца ][ кружна референца ]
- 2014: Großes Goldenes Ehrenzeichen des Landes Niederösterreich
- 2015: Niederösterreichischer Kulturpreis – Würdigungspreis
- 2015: 'Prix du livre européen' (која жели промовисати европске вредности и допринети бољем разумевању грађана Европе, Европске уније као као културног ентитета.
- 2017: Deutscher Buchpreis[21]
- 2018: Walter-Hasenclever-Literaturpreis града Aхенa [22]    [ кружна референца ][ кружна референца ]

Новчаном наградом коју је Роберт Менасе добио Аустријском државном наградом (1998) поново је основао Jean Améry- Preis für Europäische Essayistik, чији су досадашњи добитници Лотар Бајер (1982), Барбара Сихтерман (1985), Матиас Грефрат (1988), Рајнхард Меркел (1991), Франц Шух (2000), Дорон Рабиновици (2002), Михаел Јеисман (2004), Драго Јанчар (2007), Имре Кертес  (2009), Дубравка Угрешић (2012), Адам Загајевски  (2016) и Карл-Маркус Гаус (2018). 